# Silver Linings
Silver Linings é o nono álbum de estúdio da banda estadunidense de ska punk Less Than Jake, lançado em 11 de dezembro de 2020. É o primeiro álbum de estúdio deles em pouco mais de sete anos (seu maior intervalo sem álbuns), o primeiro lançamento pela Pure Noise Records e o primeiro com o novo baterista Matt Yonker, que se juntou à banda após a saída do membro fundador Vinnie Fiorello em Outubro de 2018.
Gravado em novembro e dezembro de 2019 e mixado em fevereiro de 2020, o registro foi adiado por mais de um ano devido ao impacto da pandemia COVID-19 na indústria musical. O título e a arte da capa foram anunciados em 1 de outubro de 2020, junto com o lançamento do primeiro single "Lie to Me".

## Escrita e produção
Os membros da banda começaram a compartilhar demos entre janeiro e fevereiro de 2019 e a discutir ideias no meio da turnê. Em junho e julho do mesmo ano, os vocalistas Chris DeMakes (também guitarrista), Roger Lima (também baixista) e o novo baterista Matt Yonker começaram os ensaios. Depois que terminaram a turnê em outubro, eles começaram a gravar as músicas.
Com a saída de Vinnie, as letras passaram a ser criadas por Chris e Roger; as canções tratam de tópicos mais maduros da vida adulta.  Sobre o som do álbum, Chris disse: "Se você ama Less Than Jake, você vai adorar o álbum. Se você não gostava de nós antes, não vai mudar de ideia".
O álbum foi gravado no The Moat House de Roger em Gainesville, Flórida, e foi mixado e masterizado por Jason Livermore no Blasting Room. Originalmente planejado para abril, Silver Linings sofreu sucessivos adiamentos até que a banda pressionou o selo para um lançamento em dezembro.
A faixa "Bill" é uma homenagem ao baterista Bill Stevenson, famoso por seus trabalhos no Descendents e no Black Flag.

## Lista de faixas
| N.º            | Título                        | Duração |  |
| 1.             | "The High Cost of Low Living" | 2:39    |  |
| 2.             | "Lie to Me"                   | 3:38    |  |
| 3.             | "Keep on Chasing"             | 3:03    |  |
| 4.             | "Anytime and Anywhere"        | 2:30    |  |
| 5.             | "The Test"                    | 2:54    |  |
| 6.             | "Dear Me"                     | 3:17    |  |
| 7.             | "Monkey Wrench Myself"        | 2:58    |  |
| 8.             | "King of the Downside"        | 2:38    |  |
| 9.             | "Lost at Home"                | 3:20    |  |
| 10.            | "Move"                        | 3:24    |  |
| 11.            | "Bill"                        | 3:03    |  |
| 12.            | "So Much Less"                | 3:17    |  |
| Duração total: | Duração total:                | 36:42   |  |

## Recepção da critica
| Críticas profissionais | Críticas profissionais |
| Avaliações da crítica  | Avaliações da crítica  |
| Fonte                  | Avaliação              |
| ---------------------- | ---------------------- |
| Kerrang!               | [ 1 ]                  |
| Distorted Sound Mag    | [ 2 ]                  |

Jake Richardson da Kerrang! pontuou o álbum com 3/5 e disse que "não é nada grande ou inteligente", mas que "ainda é uma bem-vinda dose de positividade, e o tipo de luz no fim do túnel nos nossos tempos difíceis que oferece esperança de que os bons tempos acabarão por voltar."
Escrevendo para a Distorted Sound Mag, Jack Fermor-Worrell disse que "embora em muitos casos você ache que a relativa repetitividade pode acabar induzindo à fadiga, a relativa brevidade do álbum (...) garante que as coisas nunca cheguem a algo que pareça chato . (...) Resumindo, Silver Linings é, em geral, mais um disco do LESS THAN JAKE altamente agradável. (...) Enquanto ainda seja melhor para aqueles que são totalmente novos para a banda buscar um dos clássicos, se você já gostou de qualquer coisa que o Less Than Jake fez antes, provavelmente você achará Silver Linings um momento agradável. "

## Créditos
Conforme fontes.
- Chris DeMakes - vocais, guitarra
- Roger Manganelli - vocais, baixo
- Peter "JR" Wasilewski - saxofone tenor
- Buddy Schaub - trombone
- Matt Yonker - bateria
- Pete Wonsowski - capa[4]
- Jason Livermore - mixagem e masterização no Blasting Room[7]